# Національна космічна програма України
Загальнодержа́вна цільова́ науко́во-техні́чна космі́чна програ́ма Украї́ни — вид загальнодержавної програми. Згідно із Законом України «Про космічну діяльність» (1996), розробляється на 5 років і затверджується Верховною Радою України за поданням Кабінету Міністрів України. Формується Державним космічним агентством України разом з відповідними центром, органами виконавчої влади та НАН України, виходячи з мети та основних засад космічної діяльності в країні.

## Напрями робіт
На основі національної космічної програми України здійснюються:
- визначення потреб у космічній техніці цивільного, оборонного та подвійного призначення, а також укладання контрактів, згідно з чинним законодавством;
- проведення науково-дослідних робіт і виробництво космічної техніки на поточний рік, що затверджено урядом України;
- виділення коштів із державного бюджету для фінансування космічної діяльності за державними замовленнями;
- підготовка кадрів шляхом бюджетних коштів і вжиття заходів щодо соціального захисту персоналу об'єктів космічної діяльності;
- забезпечення підтримки та вдосконалення об'єктів космічної діяльності наземної інфраструктури, а також необхідного рівня безпеки космічної діяльності;
- забезпечення міжнародного співробітництва в космічній сфері, в тому числі участі України в міжнародних космічних проєктах.

## Державне завдання
На основі національної космічної програми України на 1998—2002 роки, ухваленої Верховною Радою України 23 грудня 1997 року, є такі завдання:
- сприяння стабільному соціально-економічному розвитку як головному фактору підвищення якості життя громадян України;
- розвиток космічної науки, здійснення наукових досліджень Землі й космічного простору;
- забезпечення інтересів держави у сфері національної безпеки та оборони.

## Пріоритети
Ці пріоритети реалізуються за чотирма цільовими програмами:
- космічні технології (телекомунікація, навігація і дистанційне зондування Землі);
- розвиток і використання національних космічних засобів;
- наукові космічні дослідження і космічна діяльність в інтересах безпеки та оборони України.

## Державна космічна програма України на 2021-2025 роки
29 вересня України підтримав проєкт Закону України "Про затвердження Загальнодержавної цільової науково-технічної космічної програми України на 2021-2025 роки". Орієнтовний обсяг необхідних коштів на 2021-2025 роки становить 40,78 млрд гривень, у тому числі з державного бюджету 15,76 млрд гривень. Однак, за попередніми підрахунками, непрямі доходи у сфері економіки та додаткові переваги у сфері національної безпеки, державного управління та екології за цей період складуть понад 16 млрд гривень.